# Adoretus borbonicus
Adoretus borbonicus är en skalbaggsart som beskrevs av Auguste Vinson 1939. Adoretus borbonicus ingår i släktet Adoretus och familjen Rutelidae. Inga underarter finns listade i Catalogue of Life.